# جونيور أورتيز
جونيور أورتيز (بالإنجليزية: Junior Ortiz)‏ هو لاعب كرة قاعدة أمريكي، ولد في 24 أكتوبر 1959 في Humacao, Puerto Rico ‏ في بورتوريكو.

## وصلات خارجية
- جونيور أورتيز على موقعبيزبول رفرنس.كوم (الدوري الرئيسي) (الإنجليزية)
- جونيور أورتيز على موقعبيزبول رفرنس.كوم (الدوري الثانوي) (الإنجليزية)
- جونيور أورتيز على موقع مشجعي الرسوم البيانية (الإنجليزية)